# Aube (poème d'Arthur Rimbaud)
Pour les articles homonymes, voir Aube.
Aube est un poème d'Arthur Rimbaud, il fait partie des Illuminations et a été écrit entre 1873 et 1875.

## Texte
J’ai embrassé l’aube d’été.

Rien ne bougeait encore au front des palais. L’eau était morte. Les camps d’ombres ne quittaient pas la route

du bois. J’ai marché, réveillant les haleines vives et tièdes, et les pierreries regardèrent, et les ailes

se levèrent sans bruit.

La première entreprise fut, dans le sentier déjà empli de frais et blêmes éclats, une fleur qui me dit son nom.

Je ris au wasserfall blond qui s’échevela à travers les sapins : à la cime argentée je reconnus la déesse.

Alors je levai un à un les voiles. Dans l’allée, en agitant les bras. Par la plaine, où je l’ai dénoncée au coq.

A la grand’ville elle fuyait parmi les clochers et les dômes, et courant comme un mendiant sur les quais de marbre, je la chassais.

En haut de la route, près d’un bois de lauriers, je l’ai entourée avec ses voiles amassés, et j’ai senti un peu

son immense corps. L’aube et l’enfant tombèrent au bas du bois.

Au réveil il était midi.
— Arthur Rimbaud, Illuminations

## Commentaire.
"Une fleur qui me dit son nom" : l'aube permet aux fleurs d'éclore, ainsi le poète reconnaît-il la fleur, elle lui dit son nom.
Le mot wasserfall est emprunté de la langue allemande où il signifie chute d'eau, cascade.
Le bois de lauriers pourrait être une référence au mythe de Daphné.
"L'aube et l'enfant tombèrent au bas du bois" : le passage à la troisième personne permet de donner un caractère intime à la scène, le lecteur n'est plus invité. Le saut dans le temps du dernier vers "Au réveil il était midi." renforce ce caractère.